# Mr Selfridge
Mr Selfridge è una serie televisiva anglo-statunitense creata da Andrew Davies in onda su ITV dal 6 gennaio 2013, basata sul romanzo Shopping, Seduction & Mr Selfridge di Lindy Woodhead, che racconta la storia dell'imprenditore Harry Gordon Selfridge e della sua catena di negozi Selfridge & Co. A febbraio 2013 è stata rinnovata per una seconda stagione di dieci episodi, ambientata nel 1914, e a marzo 2014 è stata ordinata la terza stagione, ambientata nel 1919.
In Italia la prima stagione è andata in onda su DIVA Universal dal 29 maggio al 26 giugno 2013 e in chiaro è stata trasmessa su Rai 3 dall'8 giugno 2014. Dalla seconda alla quarta stagione è stata trasmessa su Sky Serie dall'8 ottobre 2022 al 12 luglio 2023.

## Episodi
| Stagione         | Episodi | Prima TV UK | Prima TV Italia |
| ---------------- | ------- | ----------- | --------------- |
| Prima stagione   | 10      | 2013        | 2013            |
| Seconda stagione | 10      | 2014        | 2022            |
| Terza stagione   | 10      | 2015        | 2023            |
| Quarta stagione  | 10      | 2016        | 2023            |

## Personaggi e interpreti

### Principali
- Harry Gordon Selfridge (stagioni 1-4), interpretato da Jeremy Piven, doppiato da Sergio Luzi (stagione 1) e da Alessio Cigliano (stagioni 2-4).
- Josie Mardle (stagioni 1-4), interpretata da Amanda Abbington, doppiata da Georgia Lepore.
- Arthur Crabb (stagioni 1-4), interpretato da Ron Cook, doppiato da Oliviero Dinelli.
- Henri Leclair (stagioni 1-3), interpretato da Grégory Fitoussi, doppiato da Massimo Bitossi.
- Roger Grove (stagioni 1-4), interpretato da Tom Goodman-Hill, doppiato da Fabrizio Russotto.
- Victor Colleano (stagioni 1-4), interpretato da Trystan Gravelle, doppiato da Francesco Pezzulli.
- Lady Mae Loxley (stagioni 1-2, 4), interpretata da Katherine Kelly, doppiata da Barbara De Bortoli.
- Agnes Towler (stagioni 1-3), interpretata da Aisling Loftus, doppiata da Ilaria Latini.
- Lois Selfridge (stagioni 1-4, ricorrente stagione 2), interpretata da Kika Markham, doppiata da Graziella Polesinanti.
- Rose Selfridge (stagioni 1-2), interpretata da Frances O'Connor, doppiata da Alessandra Korompay.
- Ellen Love (stagione 1), interpretata da Zoë Tapper, doppiata da Domitilla D'Amico.
- Frank Edwards (stagioni 1-4), interpretato da Samuel West, doppiato da Paolo Marchese (stagione 1) e da Leonardo Graziano (stagioni 2-4).
- Sig. Thackeray (stagione 2, guest stagione 3), interpretato da Cal MacAninch, doppiato da Stefano Thermes.
- Lord Loxley (stagioni 2-3), interpretato da Aidan McArdle, doppiato da Francesco Venditti.
- Delphine Day (stagione 2), interpretata da Polly Walker, doppiata da Claudia Razzi.
- Kitty Hawkins (stagioni 2-4, ricorrente stagione 1), interpretata da Amy Beth Hayes, doppiata da Giulia Santilli (stagioni 2-4).
- George Towler (stagioni 3-4, ricorrente stagioni 1-2), interpretato da Calum Callaghan, doppiato da Marco Vivio (stagione 1) e da Mirko Cannella (stagioni 2-4).
- Gordon Selfridge (stagione 4, ricorrente stagioni 1-3), interpretato da Adam Wilson (stagione 1) e da Greg Austin (stagioni 2-4), doppiato da Mattia Fabiano (stagioni 2-4).
- Rosalie Selfridge (stagioni 3-4, ricorrente stagioni 1-2), interpretata da Poppy Lee Friar (stagioni 1-2) e da Kara Tointon (stagioni 3-4), doppiata da Chiara Oliviero (stagioni 1-2) e da Alessia Amendola (stagioni 3-4).
- Violette Selfridge (stagioni 3-4, ricorrente stagioni 1-2), interpretata da Freya Wilson (stagione 1), da Millie Brady (stagione 2) e da Hannah Tointon (stagioni 3-4), doppiata da Margherita De Risi (stagioni 3-4).
- Grace Calthorphe (stagioni 3-4, ricorrente stagione 2), interpretata da Amy Morgan, doppiata da Erica Intoppa.
- Serge de Bolotoff (stagione 3), interpretato da Leon Ockenden, doppiato da Marco Giansante.
- Nancy Webb (stagione 3), interpretata da Kelly Adams, doppiata da Letizia Ciampa.
- Marie Wiasemsky de Bolotoff (stagione 3), interpretata da Zoë Wanamaker, doppiata da Angiola Baggi.
- Connie Hawkins (stagione 4, ricorrente stagione 3), interpretata da Sacha Parkinson, doppiata da Roisin Nicosia.
- Lord Wynnstay (stagione 4), interpretato da Robert Pugh.
- Jimmy Dillon (stagione 4), interpretato da Sacha Dhawan, doppiato da Edoardo Stoppacciaro.

### Ricorrenti
- Roderick "Roddy" Temple (stagione 1), interpretato da Oliver Jackson-Cohen, doppiato da Andrea Lavagnino.
- Doris Millar (stagioni 1-3), interpretata da Lauren Crace, doppiata da Emanuela Damasio.
- Miss Blenkinsop (stagioni 1-4), interpretata da Deborah Cornelius.
- Mr Perez (stagione 1), interpretato da Timothy Watson, doppiato da Alberto Caneva.
- Flora Bunting (stagione 1), interpretata da Pippa Haywood.
- Reg Towler (stagione 1), interpretato da Nick Moran.
- Tony Travers (stagione 1), interpretato da Will Payne.
- Fraser (stagioni 1-4), interpretato da Malcolm Rennie.
- Irene Ravillious (stagione 1), interpretata da Anna Madeley, doppiata da Tatiana Dessi.
- Beatrice Selfridge (stagioni 1-2, guest stagione 3), interpretata da Raffey Cassidy (stagione 1) e da Alana Boden (stagioni 2-3).
- Miss Plunkett (stagioni 2-4), interpretata da Sadie Shimmin, doppiata da Marta Altinier.
- Florian Dupont (stagione 2), interpretato da Oliver Farnworth, doppiato da Emanuele Ruzza.
- Sarah Ellis (stagioni 2-4), interpretata da Ria Zmitrowicz, doppiata da Emma Grasso.
- Matilda Brockless (stagione 4), interpretata da Mimi Ndiweni, doppiata da Guendalina Ward.
- Freddy Lyons (stagione 4), interpretato da Sam Swann, doppiato da Daniele De Lisi.
- Prue (as Amy Dolan) (stagione 4) interpretato da Amy Kate Dolan, doppiata da Flavia Altomonte.